# Wouldn't It Be Nice
"Wouldn't It Be Nice" là bài hát được Brian Wilson, Tony Asher và Mike Love viết cho ban nhạc rock The Beach Boys. Đây là track đầu tiên trong album Pet Sounds phát hành năm 1966. Bài hát được phát hành làm đĩa đơn hai tháng sau khi album ra mắt, với "God Only Knows" ở mặt B. Tại nhiều quốc gia thì "Wouldn't It Be Nice" lại là mặt B. Lời bài hát miêu tả một cặp tình nhân than thở vì quá trẻ nên không thể kết hôn, đồng thời mơ mộng về việc sẽ thật đẹp biết bao nếu họ là người lớn.
Giống như nhiều bài hát trong Pet Sounds, Wilson xây dựng bản soạn lại của ca khúc theo phong cách Wall of Sound bằng nhiều nhạc cụ ít có liên quan tới âm nhạc đại chúng thời đó, ví dụ như phong cầm và guitar 12 dây đã được detune. Âm nhạc bao gồm các cách thức sử dụng nhạc cổ điển xa lạ với các ca khúc rock như bitonality và ritardando. Sau khi thu phần nhạc, The Beach Boys lồng giọng theo đúng những hướng dẫn của Wilson. Love không được tính là đồng sáng tác mà phải sau vụ kiện năm 1990 thì ông mới được ghi công.
Vào năm 2006, Pitchfork Media xếp "Wouldn't It Be Nice" ở vị trí thứ 7 trong danh sách "200 Bài hát vĩ đại nhất thập niên 1960".

## Xếp hạng
| Bảng xếp hạng (1966)      | Vị trí cao nhất |
| ------------------------- | --------------- |
| Australian Singles Chart  | 2               |
| Canadian Singles Chart    | 4               |
| New Zealand Singles Chart | 12              |
| U.S. Billboard Hot 100    | 8               |
| U.S. Cash Box Top 100     | 7               |

| Bảng xếp hạng (1966)              | Hạng |
| --------------------------------- | ---- |
| U.S. (Joel Whitburn's Pop Annual) | 101  |